# Zangeres Zonder Naam
Maria (Mary) Servaes-Beij (Leiden, 5 de agosto de 1919 – Horn, 23 de octubre de 1998) fue una cantante neerlandesa de levenslied (el schlager holandés). Actuaba bajo el seudónimo Zangeres Zonder Naam (en español: «cantante sin nombre»). Grabó casi 600 canciones a lo largo de su carrera.
Servaes-Beij se preocupaba por los pobres y desfavorecidos, y a menudo actuaba en prisiones y hospitales. Regularmente estaba en contacto directo con su público y recibía muchas cartas. Zangeres Zonder Naam fue una de las artistas que actuó en el concierto Miami Nightmare holandés (Ámsterdam, 8 de octubre de 1977). Esa noche estuvo dedicada en contra de Anita Bryant y su campaña homófoba Save Our Children, en la que Zangeres Zonder Naam cantó una canción compuesta por ella misma, Luister Anita («Escúchame, Anita»), en el que comparaba a Bryant con Hitler.

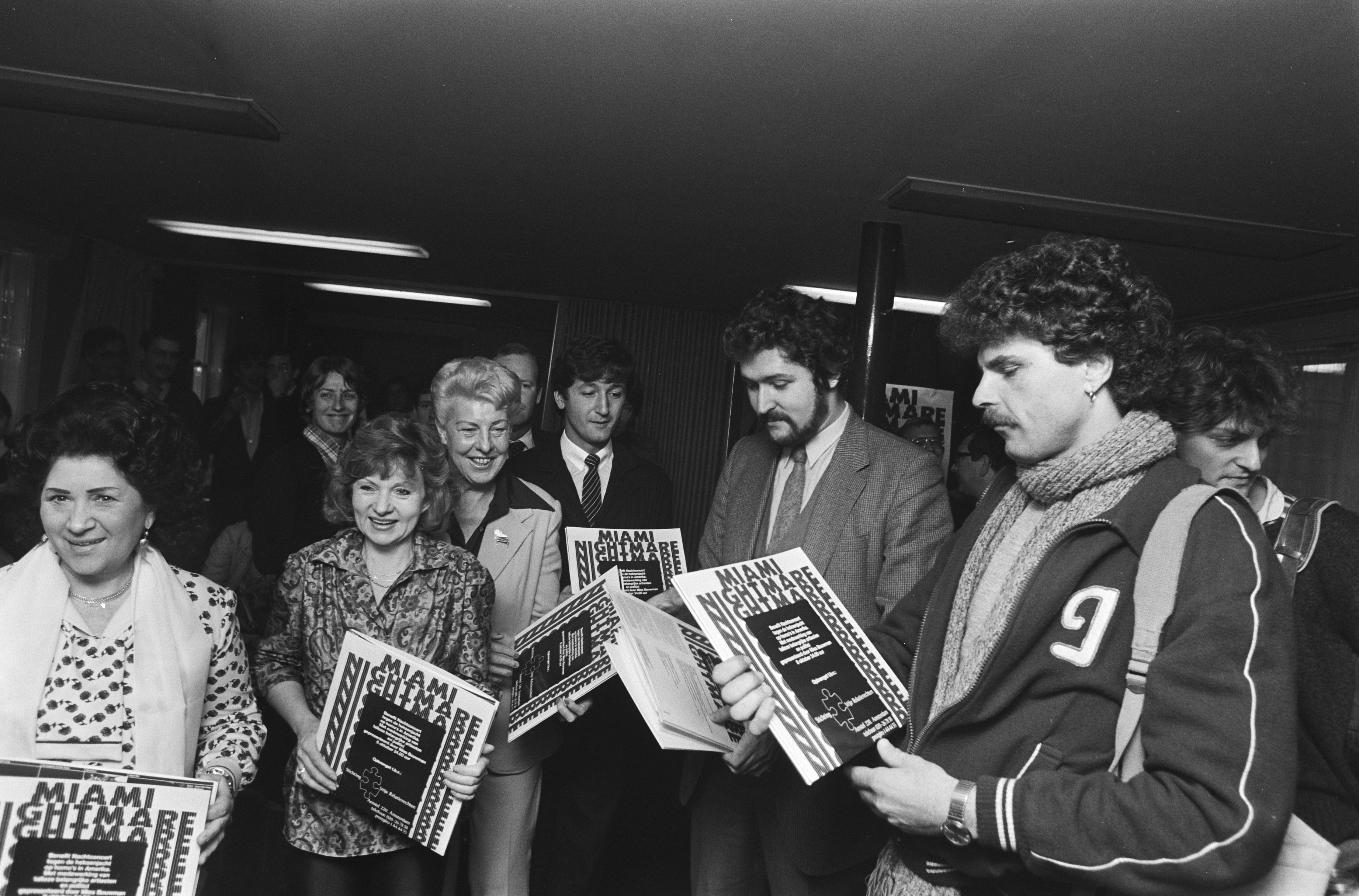
Presentación del álbum Miami Nightmare. De izquierda a derecha: Zangeres Zonder Naam, nl, nl, nl, Henk Krol & Robert Long (1980)